# Вила Митинац у Смедереву
Вила Митинац у Смедереву је подигнута је 1900. године као породична кућа за одмор у природном окружењу винограда и воћњака. Вилу ја саградио смедеревски трговац Димитрије - Мита Стефановић и представља непокретно културно добро као споменик културе.

## Архитектура
Вила је подигнута на падини, на десној обали Дунава, у делу Смедерева који се зове Плавинац. Правоугаоне је основе са једним делом укопаним приземљем, због косине терена и спратом. Више пута је претрпела измене, али без битног нарушавања изгледа. Године 1925. дограђен је велики дрвени трем уз источни зид, као и једно мање стамбено крило уз северни зид. У приземљу су ходник, кухиња, купатило и дневна соба, а на спрату су салон, већа спаваћа и три мање собе. Главна фасада зграде симетрично је решена, тако да је у приземљу у централном делу улазни трем са великим лучним отвором, а са обе стране улаза налази се по један лучно засведен прозор. На спрату су троја двокрилна врата са наглашеним лучним завршецима и балкон са оградом од кованог гвожђа.
Разноврсност декоративних архитектонских елемената, посебно колористички нијансирана фасадна декорација у малтеру и дрвени елементи који украшавају кровни венац и трем по угледу на швајцарске виле издвајају је од осталих кућа за одмор у овом крају. Као вероватан узор за изглед ове виле био је Летњиковац краља Александра Обреновића који се налази недалеко од овог објекта.